# Anopheles sineroides
Anopheles sineroides este o specie de țânțari din genul Anopheles, descrisă de Yamada în anul 1924. Conform Catalogue of Life specia Anopheles sineroides nu are subspecii cunoscute.